# Wołodymyr Barwinski

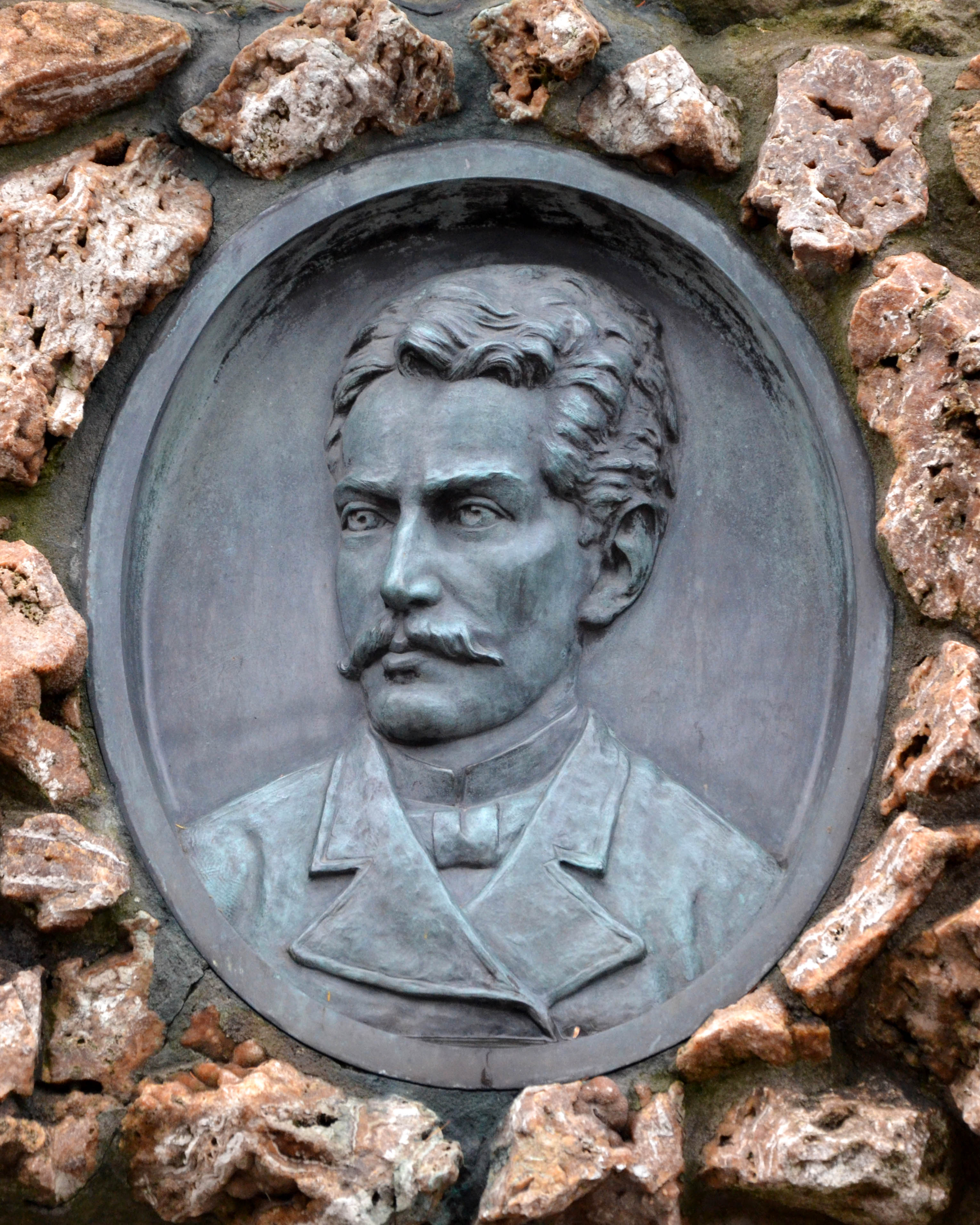
Medalion z grobowca

Wołodymyr Barwinski, ukr. Володимир Барвінський (ur. 25 lutego 1850 w Szlachcińcach, zm. 3 lutego 1883 we Lwowie) – ukraiński wydawca, historyk, socjolog, publicysta, pisarz krytyk literacki, eseista, tłumacz. Jego bratem był Ołeksandr Barwinski.
Urodzony w rodzinie kapłana greckokatolickiego. Uczył się w szkole podstawowej w rodzinnych Szlachcińcach, naukę kontynuował w Tarnopolu (1861–1867). W wieku 14 lat uległ wypadkowi, przez co długi czas musiał się leczyć i był odizolowany od rówieśników, spędzając czas na czytaniu książek. Opisał swoje dzieciństwo w autobiograficznej powieści „Скошений цвіт” (1877). W latach 1869–1872 studiował prawo na Uniwersytecie Lwowskim, następnie pracował jako kancelista.
Jeden z założycieli towarzystwa Proswita (1868) i stowarzyszenia Ridna Szkoła (1881). W latach 1876–1880 – redaktor „Prawdy”. W okresie 1880–1883 – założyciel i pierwszy redaktor naczelny gazety „Diło” Pracował i mieszkał w redakcji. Był uważany za jednego z liderów partii ludowej w Galicji. 30 listopada 1880 – zorganizował pierwszy zjazd ukraińskiej Rady Narodowej we Lwowie, której członkowie domagali się od władz austriackich poprawy statusu ludności ukraińskiej w Galicji, i zapewnienie jej  praw politycznych, gospodarczych i kulturalnych.
Zmarł 3 lutego 1883 roku we Lwowie. Został pochowany na Cmentarzu Łyczakowskim (numer pola 3). Od 1993 roku patron ulicy we Lwowie.